# Priory Green
Priory Green è un paese della contea del Suffolk, in Inghilterra. Si trova nella parrocchia civile di Edwardstone. Potrebbe aver preso il nome da un priorato. Ha 5 monumenti classificati.